# 유물론과 경험비판론
《유물론과 경험비판론》(러시아어: Материализм и эмпириокритицизм. Критические заметки об одной реакционной философии)은 레닌이 1909년에 출판한 책이다. 혁명에 대한 탄압은 극렬하여 볼셰비키 대열내에서조차 많은 동요가 야기되고 이러한 동요의 철학적 표현으로 유물론에 대해 마흐주의를 옹호하려는 경향, 사회주의와 종교를 절충하려는 경향이 나타났다. 이 때에 레닌이 철학적 유물론의 옹호를 위해 철학 문제를 다룬 것이 이 책이다. 레닌의 철학 저서로서는 이 책과 사후에 공표된 <철학 노트>가 유명하지만, 레닌의 변증법은 전문적인 철학적 저술보다는 오히려 정치적 저술에 더 잘 나타나 있다.

## 같이 보기
- 경험비판론

## 참고 문헌
- 이 문서에는 다음커뮤니케이션(현 카카오)에서 GFDL 또는 CC-SA 라이선스로 배포한 글로벌 세계대백과사전의 내용을 기초로 작성된 글이 포함되어 있습니다.